# Earlier Things Live
Earlier Things Live è il secondo album live della cantautrice statunitense Vanessa Carlton, contenente sei tracce realizzate prima dell'album Liberman, ma che comparivano durante corrispondente tour del 2015/2016. È stato pubblicato in tutto il mondo il 17 febbraio 2018.

## Tracce
Testi e musiche di Vanessa Carlton, eccetto dove indicato.
1. Carousel (Live) – 4:06
2. A Thousand Miles (Live) – 4:28
3. White Houses (Live) – 4:32
4. Hear the Bells (Live) – 4:00
5. In Our Time (Live) – 4:43 (John Joseph McCauley III)
6. Marching Line (Live) – 4:30